# St. Georg (Steinbild)

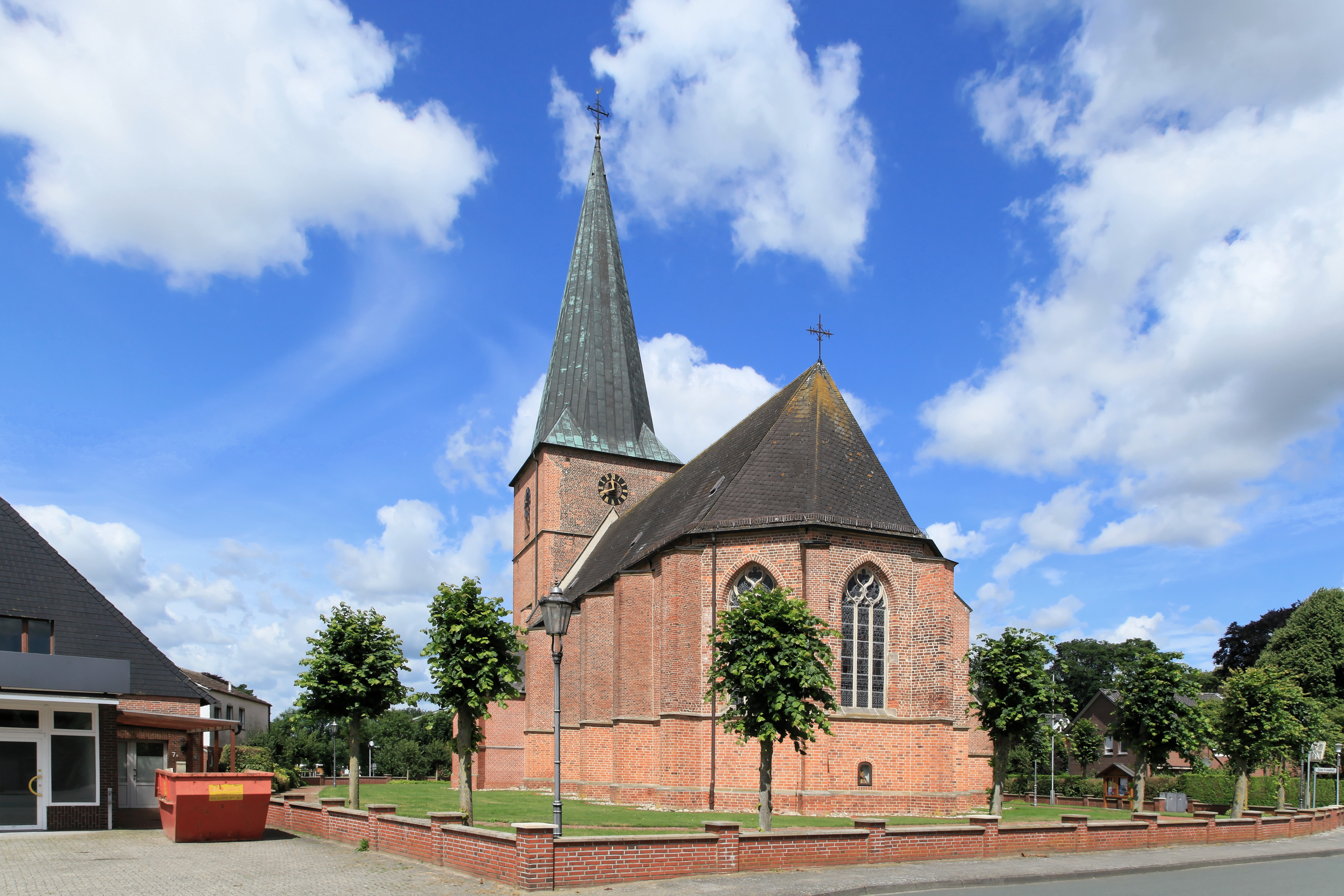
St. Georg (Steinbild)

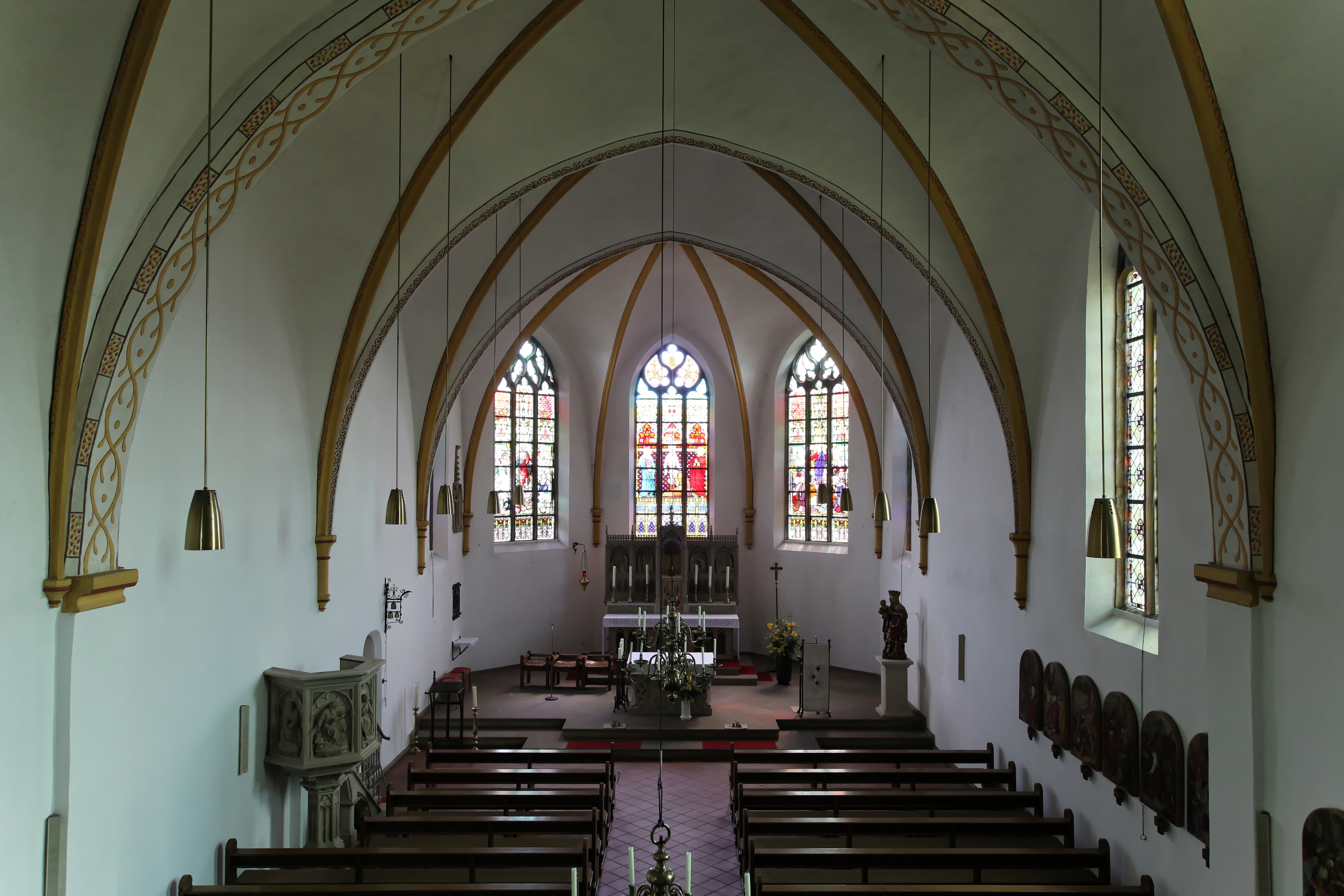
Innenansicht

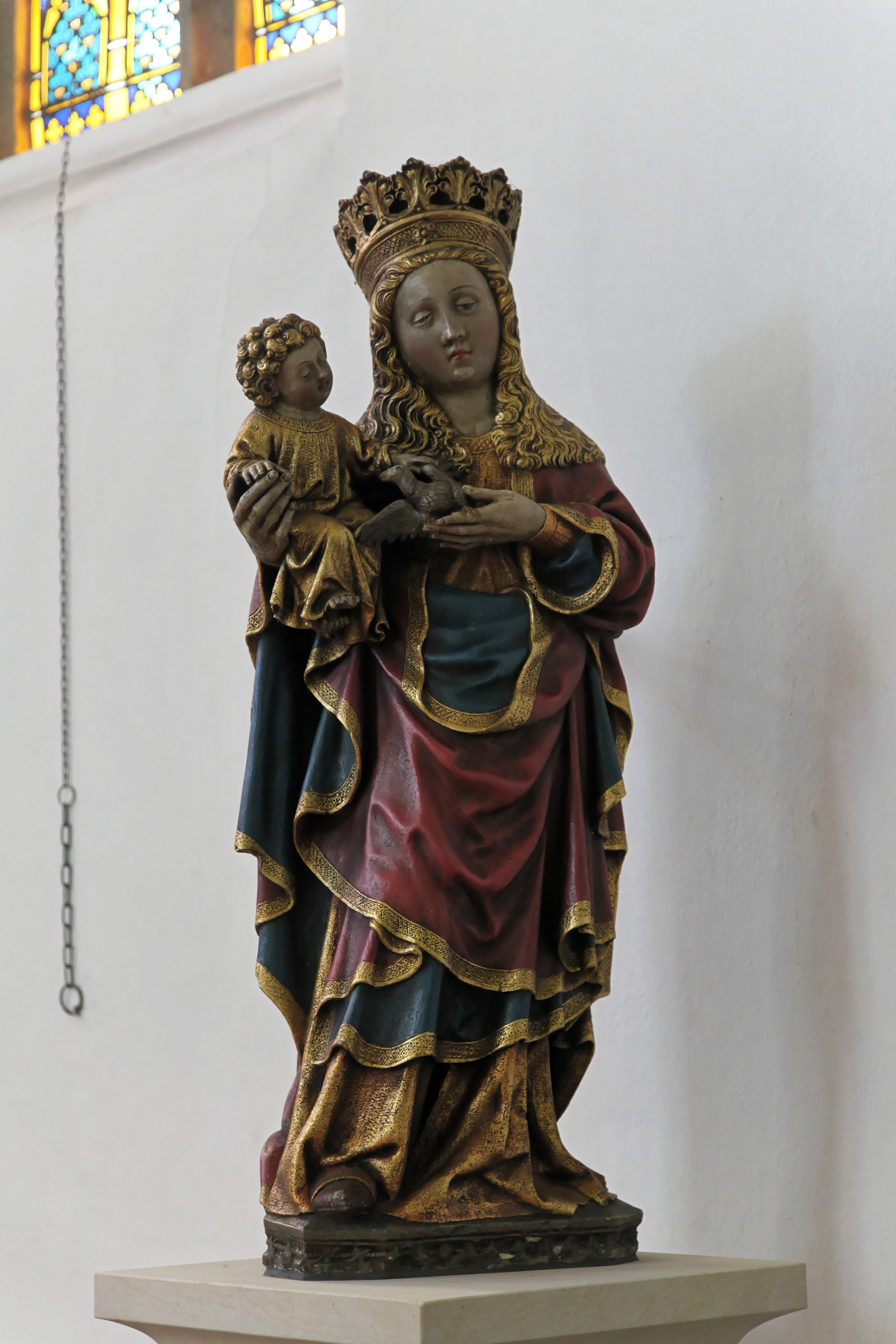
Madonna der Fahrensleute

Die katholische Pfarrkirche St. Georg ist eine spätgotische Backsteinkirche im Ortsteil Steinbild von Kluse im Landkreis Emsland in Niedersachsen. Sie gehört zur Gemeinde St. Georg von Kluse-Steinbild im BoJe-Pfarrgemeindeverbund im Bistum Osnabrück.

## Geschichte und Architektur
Eine Kirche in Steinbild wird zum ersten Mal im Jahr 1304 urkundlich erwähnt. Die heutige Kirche ist ein schlichter, einschiffiger Backsteinbau von vier Jochen mit Fünfachtelschluss. Dieses Bauwerk wurde nach einer verloren gegangenen Datierung im Jahr 1512 errichtet. Im Jahr 2012 wurde das 500-jährige Jubiläum der Kirchweihe in einer Reihe von festlichen Veranstaltungen begangen. Im Mauerwerk der beiden westlichen Langhausjoche sind vermutlich Teile eines älteren Gebäudes erhalten. Dadurch würde sich auch die relativ breite Proportionierung des Bauwerks erklären. In den beiden östlichen Jochen und dem Chor sind Gewölbe über kurzen Diensten auf Konsolen erbaut. Die Westempore wurde 1750 eingebaut. Die zwei- und dreiteiligen Fenster sind mit Maßwerk in spätgotischen Formen verziert. Der im Grundriss quadratische Turm ist mit einem achteckigen kupfergedeckten Helm abgeschlossen.

## Ausstattung
Ein Taufstein mit vier Löwenfüßen des Bentheimer Typs wurde im 13. Jahrhundert geschaffen. Das wertvollste Ausstattungsstück ist die sogenannte Madonna der Fahrensleute, die durch westfälische Meister um 1430 in Sandstein gehauen wurde. Sie stammt aus dem Umkreis des Meisters des Bentheimer Kreuzigungsreliefs und befand sich ursprünglich in einer Nische an der zur Ems gewandten Außenseite der Kirche. Denn sie ist die Schutzheilige der Schiffer und der Fischer auf der Ems. Sie überstand den Dreißigjährigen Krieg eingemauert hinter dem Hochaltar, wurde 1885 geborgen und 1927 restauriert, wobei sie neu gefasst wurde. Weiterhin sind Reste einer spätgotischen Sakramentsnische erhalten. Ein großes Gemälde und eine Figur des heiligen Nepomuk sowie zwei Engel sind Werke aus dem 18. Jahrhundert. Die schlichte Orgel mit klassizistischem Prospekt hat 23 Register auf zwei Manualen und Pedal.